# Ашоцк
Ашо́цк (арм. Աշոցք) — село в Армении. Центр Ашоцкого района в Ширакской области.
Община села Ашоцк Ширакской области, находится на северо-западе страны, на высокогорной местности, до 2039 м над уровнем моря. Через регион проходит автомагистраль Ахалкалаки (Грузия) — Гюмри (Армения).

## География
Ашоцк расположен в центре Ашоцкого плато. Рельеф-холмистый, с речками и озёрами. По селу проходит река.
Западнее Ашоцка высажены ёлки, которые в настоящее время переросли в маленький лес.
Климат континентальный (длительная холодная зима, умеренно жаркое лето), сухой. Зимой бывают сильные морозы — до −41 градуса по Цельсию. В 60-х годах был поставлен рекорд холода на Кавказе (-46). Летом сравнительно жарко: до +36. В течение года выпадает немного осадков (в среднем 550 мм).
Почвенный покров в основном состоит из плодородных земель — горного и лугового чернозёма.

## История
Село основано армянскими переселенцами из Западной Армении (из города Муш, Алашкерт) в 1825 году.
По данным «Сборника сведений о Кавказе» за 1880 год в селе Кизыл-Коч Александропольского уезда в 1873 году был 51 двор и проживало 438 жителей армянской национальности ("народности") и армяно-григорианского вероисповедания, среди которых 230 мужского пола и 208 женского. Также в селе была расположена армяно-григорианская церковь.
В 1937 году был образован Гукасянский район в составе Армянской ССР и Армении, существовавший в 1937—1995 годах. По состоянию на 1948 год район включал 17 сельсоветов: Бавринский, Вардахпюрский, Гукасянский, Дзорашенский, Зуйгахпюрский, Иллинский, Казанчинский, Красарский, Мец-Сепасарский, Мусаелянский, Палутлинский, Покр-Сариарский, Сарагюхский, Сарапатский, Торосгюхский, Цахкашенский, Цохамаргский.
В 1938 году переименовано в Верин Гукасян и провозглашено районным центром. В 1956 году переименовано в Гукасян. В 1992 году село переименовано в Ашоцк.

## Демография
| Год  | 1873 | 1886 | 1931 | 1959 | 1970 | 1979 | 2001 | 2004 |
| Нас. | 438  | 602  | 916  | 1459 | 1693 | 2069 | 2378 | 3006 |

## Почётные граждане
Хачатрян Амбарцум  Григорьевич
- Рудаков, Валерий Владимирович[7]

## Военная часть
Присутствует военная часть.

## Флора
Альпийский пояс — географический и горный пояс, расположенный выше субальпийского пояса и ниже нивального пояса (пояса вечных снегов). Также биом этого пояса. Для альпийского пояса характерно почти полное отсутствие деревьев и кустарников. Травянистые сообщества сложены низкорослыми многолетниками, в том числе вечнозелёными. Нередко встречаются растения в форме подушек и розеток.

## Фауна
Фауна местности весьма разнообразна. Присутствуют ящерицы, кролики, ёжики, волки, лисы.